# Nathaële Vogel
Pour les articles homonymes, voir Vogel.
Nathaële Vogel, née à Strasbourg le 5 avril 1953, est une illustratrice française.

## Biographie
Nathaële Vogel étudie à l'École régionale supérieure d'expression plastique de 1972 à 1977.  
Dès 1977, elle réalise les illustrations intérieures de plusieurs romans pour la jeunesse dans la collection « folio junior » chez Gallimard, comme La Reine des neiges de Hans Christian Andersen, Les Disparus de Saint-Agil de Pierre Véry, Yvain de Chrétien de Troyes, Les aventures d'Huckleberry Finn de Mark Twain, Le Tyran d'Axilane de Michel Grimaud, ainsi que la série Les messagers du temps. 
Elle travaille dans le même temps chez Nathan et Casterman, pour illustrer des ouvrages se déroulant dans l'Antiquité (Les Dieux de la  Grèce) ou le Moyen Âge (Les Quatre Fils Aymon, Les Chevaliers de la Table ronde de François Johan).
Elle travaille également aux Éditions Rageot (Evelyne Brisou-Pellen, Le Mystère de la nuit des pierres), aux Éditions Milan (des ouvrages documentaires) et Actes Sud (Jack London, Construire un feu).
Elle crée seule les albums Le Nounours de Noël (Milan, 1993) et Comme un cerf-volant (Milan, 1995), qui obtient le prix Octogones graphique en 1996.